# Moma (papillon)
Genre
Moma est un genre de lépidoptères (papillons) de la famille des Noctuidae et de la sous-famille des Dyopsinae. 

## Liste des espèces
Selon FUNET Tree of Life (30 décembre 2020) :
- Moma alpium (Osbeck, 1778)
- Moma kolthoffi (Bryk, 1949)
- Moma tsushimana Sugi, 1982

Selon BioLib (30 décembre 2020) :
- Moma alpium (Osbeck, 1778)
- Moma burmana (Berio, 1973)